# GOGO BOY
ゴーゴーボーイ（GoGo boy）または単にゴーゴー（GoGo）は主にゲイクラブのステージ上やフロア、お立ち台で観客を盛り上げるダンサー、パフォーマーである。
筋肉質で男らしさを表現することが多く、最近ではクラブだけでなく、ゲイ雑誌やフリーペーパーなどのカバーボーイとして活躍することもある。
海外でゴーゴーボーイというと、ストリッパーやホストが客を呼ぶためにパフォーマンスする者を指す。
ゴーゴーボーイの中には、芸能プロダクションに所属したり、プロモーションビデオ、テレビ番組、CM、アダルトビデオなどメディアに露出するケースもある。

## アメリカのゴーゴーボーイ
1965年から1968年までは、多くのゲイクラブにゴーゴーボーイと呼ばれる男性ダンサーが居たが、その後、ゴーゴーダンサーがいるゲイクラブは殆どなくなった。 1980年代初頭、ニューヨークのアンヴィル・クラブでは、ゴーゴーダンサーによりドラッグショーが開催された。 1988年以降、ゴーゴーダンスは再びゲイクラブで流行するようになった。現在、ゲイの男性ゴーゴーダンサーは、アメリカ文化、特にロサンゼルスやニューヨークのような大都市で、より人気があり、一般的になっている。今日のクラブシーンでは、女性のゴーゴーダンサーよりもゲイのゴーゴーダンサーの方が多く、1960年代から大きく変わっている。

## タイのゴーゴーボーイ
タイのバンコクやパタヤ、プーケットなどにあるゴーゴーバーには、派手な水着やビキニパンツで踊る男のダンサー達がいるところがあり、彼らはゴーゴーボーイと呼ばれている。